# Drosophila trichiaspis
Drosophila trichiaspis este o specie de muște din genul Drosophila, familia Drosophilidae, descrisă de Oswald Duda în anul 1940. Conform Catalogue of Life specia Drosophila trichiaspis nu are subspecii cunoscute.